# 沙泰尔佩龙
沙泰尔佩龙（法語：Châtelperron，法語發音：[ʃatɛlpɛʁɔ̃]）是法国阿列省的一个市镇，位于该省中东部，属于维希区。

## 地理
沙泰尔佩龙（46°23'56"N, 3°38'11"E）面积20.8 平方千米，位于法国奥弗涅-罗讷-阿尔卑斯大区阿列省，该省份为法国中部省份，北起涅夫勒省、西北接谢尔省，西南至克勒兹省，南至多姆山省，东南临卢瓦尔省，东临索恩-卢瓦尔省。
与沙泰尔佩龙接壤的市镇（或旧市镇、城区）包括：沙夫罗什、贝布尔河畔雅利尼、圣莱昂、索尔比耶、蒂奥讷、沃马。

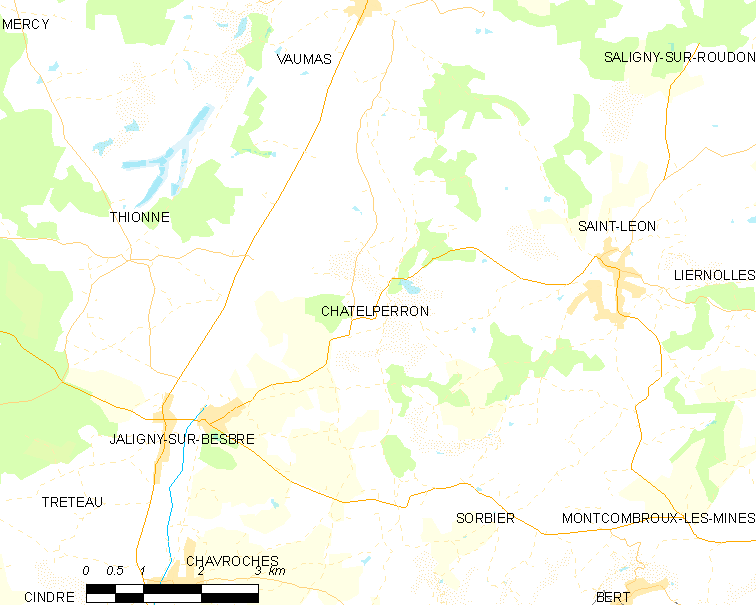
沙泰尔佩龙的OSM定位图

沙泰尔佩龙的时区为UTC+01:00、UTC+02:00（夏令时）。

## 行政
沙泰尔佩龙的邮政编码为03220，INSEE市镇编码为03067。

## 政治
沙泰尔佩龙所属的省级选区为穆兰第二县。

## 人口

1962-2008年间沙泰尔佩龙人口变化图示

沙泰尔佩龙于2022年1月1日时的人口数量为132人。